# 2014-es indianapolisi 500
A 98. Indianapolisi 500 mérföldes versenyt 2014. május 25-én rendezték meg az Indianapolis Motor Speedway-en.
Az első nyílt tesztnap május 11-én tartották. Ezt követően Május 12-16 között minden nap volt teszt.
Tony Kanaan a címvédő Indy500 bajnok is rajthoz állt, de rajta kívül 5 korábbi Indy500 győztes is elindult a kvalifikáción: Jacques Villeneuve (1995), Buddy Lazier (1996), Juan Pablo Montoya (2000), Helio Castroneves (2001, 2002, 2009), Scott Dixon (2008).
Dario Franchitti a 2007, 2010, 2012-es Indy500-ak bajnoka, a 2013-as Houston Grand Prix utolsó köreiben történt balesetét követően orvosai tanácsára visszavonult. Ezért a 2014-es Indy500-on sem indult, viszont a rendezők őt választották a Pace Car vezetőjének, így ő fogja felvezetni a 33 autót a rajtnál, és a sárga zászlós szakaszok alatt.

## Érdekességek
- Jim Nabors idén énekli el utoljára a "Back home again in indiana" című dalt amit 35-ik alkalommal énekel el, mára már tradícióvá válva.
- Kurt Busch NASCAR versenyző megpróbálja teljesíteni a tengerentúlon csak "Double Duty"-ként ismert kihívást. Ennek a lényege az, hogy az adott versenyző/versenyzők egy napon részt vesznek az Indy500-on és a Coca-Cola 600-on. A versenyző ilyenkor helyi idő szerint 12:00-kor részt vesz az Indy500-on, majd a verseny befejezését követően 15:00-kor (vagy ha kiesik akkor hamarabb) elindul a 18:20-kor kezdődő Coca-Cola 600-ra. Eddig a legjobb eredményt Tony Stewart érte el 2001-ben. Akkor ő a 6. helyen ért célba az Indy500-on, és a 3. helyen ért célba a Coca-Cola 600-on. Legutóbb 2004-ben Robby Gordon próbálkozott a Double Duty-val.
- Ez lesz az első Indy500 amin részt vesz legalább egy IndyCar, egy Formula 1 és egy NASCAR bajnok.Az IndyCar-ból Jacques Villeneuve, Buddy Lazier, Ryan Hunter-Reay, Scott Dixon, Tony Kanaan, a Forma 1-ből Jacques Villeneuve, a NASCAR-ból Kurt Busch áll rajthoz korábbi bajnokként.

## Menetrend
| Dátum      | Nap       | Esemény                                                         |
| ---------- | --------- | --------------------------------------------------------------- |
| Április 29 | Kedd      | Újoncteszt                                                      |
| Április 30 | Szerda    | Épített pályás teszt a Grand Prix of Indianapolis résztvevőinek |
| Május 5    | Hétfő     | Újoncteszt                                                      |
| Május 8    | Csütörtök | Grand Prix of Indianapolis Szabadedzés                          |
| Május 9    | Péntek    | Grand Prix of Indianapolis Kvalifikáció                         |
| Május 10   | Szombat   | Grand Prix of Indianapolis                                      |
| Május 11   | Vasárnap  | Szabadedzés                                                     |
| Május 12   | Hétfő     | Szabadedzés                                                     |
| Május 13   | Kedd      | Szabadedzés                                                     |
| Május 14   | Szerda    | Szabadedzés                                                     |
| Május 15   | Csütörtök | Szabadedzés                                                     |
| Május 16   | Péntek    | Szabadedzés                                                     |
| Május 17   | Szombat   | Kvalifikáció                                                    |
| Május 18   | Vasárnap  | Kvalifikáció                                                    |
| Május 19   | Hétfő     | Szabadedzés                                                     |
| Május 22   | Csütörtök | "Carb Day" és Freedom 100                                       |
| Május 24   | Szombat   | Legendák napja parádé                                           |
| Május 25   | Vasárnap  | 98.ik Indianapolisi 500                                         |

- Kvalifikáció menete:

-Szombat: Mindenki korlátlan számú kört futhat, és a leggyorsabb 30 autó automatikusan kvalifikál a versenyre, de ez csak indulási jogot jelent, nem rajtpozíciót.

-Vasárnap: 3 csoportot alakítanak ki a szombati eredmények alapján. A szombati időeredmények nem számítanak.:

-1. csoport: A szombati edzésen a 10. és 30. helyek között végző autók újra futnak, és a 10.-30. helyek közötti rajtpozíciókat döntik el.

-2. csoport: A szombati edzésen a 31. helytől hátrafelé végzők osztják el a 31.-33. helyek közötti rajtpozíciókat. Ha csak 33-an neveznek akkor az első csoporttal vonják össze.

-3. csoport: A szombati edzésen az 1.-9. pozíciók között végzők futnak a Pole-pozícióért.

## Nevezett versenyzők
| Ikon | Jelentés        |
| ---- | --------------- |
| R    | Újonc           |
| W    | Korábbi győztes |

| -  | No. | Versenyző            | Csapat                                | Motor     | Szponzor                     |
| -- | --- | -------------------- | ------------------------------------- | --------- | ---------------------------- |
| 1  | 2   | Juan Pablo Montoya W | Team Penske                           | Chevrolet | Verizon                      |
| 2  | 3   | Helio Castroneves W  | Team Penske                           | Chevrolet | Pennzoil                     |
| 3  | 5   | Jacques Villeneuve W | Schmidt Peterson Motorsports          | Honda     | Dollar General               |
| 4  | 6   | Townsend Bell        | KV Racing Technilogy                  | Chevrolet | Robert Graham                |
| 5  | 7   | Mikhail Aleshin R    | Schmidt Peterson Hamilton Motorsports | Honda     | TBA                          |
| 6  | 8   | Ryan Briscoe         | Chip Ganassi Racing                   | Chevrolet | NTT Data                     |
| 7  | 9   | Scott Dixon W        | Chip Ganassi Racing                   | Chevrolet | Target                       |
| 8  | 10  | Tony Kanaan W        | Chip Ganassi Racing                   | Chevrolet | Target                       |
| 9  | 11  | Sébastien Bourdais   | KV Racing Technology                  | Chevrolet | Hydroxy Cut                  |
| 10 | 12  | Will Power           | Team Penske                           | Chevrolet | Verizon                      |
| 11 | 14  | Szató Takuma         | A.J. Foyt Enterprises                 | Honda     | ABC Supply                   |
| 12 | 15  | Graham Rahal         | Rahal Letterman Lanigan Racing        | Honda     | National Guard               |
| 13 | 16  | Oriol Servià         | Rahal Letterman Lanigan Racing        | Honda     | TBA                          |
| 14 | 17  | Sebastian Saavedra   | KV Racing Technology                  | Chevrolet | TBA                          |
| 15 | 18  | Carlos Huertas R     | Dale Coyne Racing                     | Honda     | TBA                          |
| 16 | 19  | Justin Wilson        | Dale Coyne Racing                     | Honda     | TBA                          |
| 17 | 20  | Ed Carpenter         | Ed Carpenter Racing                   | Chevrolet | Fuzzy's Vodka                |
| 18 | 21  | JR Hildebrand        | Ed Carpenter Racing                   | Chevrolet | Preffered Freezer Service    |
| 19 | 22  | Sage Karam R         | Dreyer & Reinbold Kingdom Racing      | Chevrolet | Comfort Revolution           |
| 20 | 25  | Marco Andretti       | Andretti Autosport                    | Honda     | Snapple                      |
| 21 | 26  | Kurt Busch R         | Andretti Autosport                    | Honda     | Suretone                     |
| 22 | 27  | James Hinchcliffe    | Andretti Autosport                    | Honda     | United Fiber & Data          |
| 23 | 28  | Ryan Hunter-Reay     | Andretti Autosport                    | Honda     | DHL                          |
| 24 | 33  | James Davison R      | KV Racing Technology                  | Chevrolet | TBA                          |
| 25 | 34  | Carlos Munoz         | Andretti Autosport                    | Honda     | Cinday/Andrettitv.com        |
| 26 | 41  | Martin Plowman R     | A. J. Foyt Enterprises                | Honda     | ABC Supply                   |
| 27 | 63  | Pippa Mann           | Dale Coyne Racing                     | Honda     | Susan G. Komen               |
| 28 | 67  | Josef Newgarden      | Sarah Fisher Hartman Racing           | Honda     | Hartman Oil                  |
| 29 | 68  | Alex Tagliani        | Sarah Fisher Hartman Racing           | Honda     | TBA                          |
| 30 | 77  | Simon Pagenaud       | Schmidt Peterson Hamilton Motorsports | Honda     | Lucas Oil                    |
| 31 | 83  | Charlie Kimball      | Chip Ganassi Racing                   | Chevrolet | Novo Nordisk/NovoLog FlexPen |
| 32 | 91  | Buddy Lazier W       | Lazier Partners Racing                | Chevrolet | TBA                          |
| 33 | 98  | Jack Hawksworth R    | Bryan Herta Autosport                 | Honda     | Energee                      |

## Tesztek
Újoncteszt-Április 29.
- Időjárás: 20 °C, Felhős-Esős

| 1                     | 26 | Kurt Busch (R)     | Andretti Autosport                    | 220.844 |
| 2                     | 5  | Jacques Villeneuve | Schmidt Peterson Hamilton Motorsports | 217.742 |
| Hivatalos végeredmény |    |                    |                                       |         |

Újoncteszt-Május 5.
- Időjárás: 23 °C, Napos

| 1                     | 26 | Kurt Busch (R)      | Andretti Autosport               | 222.289 |
| 2                     | 7  | Mikhail Aleshin (R) | Sam Schmidt Motorsports          | 219.170 |
| 3                     | 22 | Sage Karam (R)      | Dreyer & Reinbold Kingdom Racing | 218.419 |
| HIVATALOS VÉGEREDMÉNY |    |                     |                                  |         |

## Szabadedzések
Május 11.-Nyitónapi edzés
- Időjárás: 29 °C, Felhős
- Összefoglaló: A nyitónapi edzést Will Power nyerte, a legtöbb kört Helio Castroneves teljesítette (82), és aznap teljesítette az újoncoknak kötelezően előírt kvalifikáló programját Sage Karam. A 24 versenyző összesen 731 kört teljesített baleset nélkül. Az edzést ideje korán leintették a közelben lecsapó villámok miatt, bár eső nem esett. A Grand Prix of Indianapolis-on megsérült James Hincscliffe-t E.J. Viso helyettesítette a 27-es rajtszámú Andretti Autosport autóban.

| Legnagyobb átlagsebességek | Legnagyobb átlagsebességek | Legnagyobb átlagsebességek | Legnagyobb átlagsebességek | Legnagyobb átlagsebességek | Legnagyobb átlagsebességek | Legnagyobb átlagsebességek | Legnagyobb átlagsebességek | Legnagyobb átlagsebességek |
| Poz                        | No.                        | Versenyző                  | Csapat                     | Sebesség                   |                            |                            |                            |                            |
| -------------------------- | -------------------------- | -------------------------- | -------------------------- | -------------------------- | -------------------------- | -------------------------- | -------------------------- | -------------------------- |
| 1                          | 12                         | Will Power                 | Team Penske                | 223.057                    |                            |                            |                            |                            |
| 2                          | 2                          | Juan Pablo Montoya W       | Team Penske                | 222.502                    |                            |                            |                            |                            |
| 3                          | 3                          | Hélio Castroneves W        | Team Penske                | 222.373                    |                            |                            |                            |                            |
| HIVATALOS VÉGEREDMÉNY      |                            |                            |                            |                            |                            |                            |                            |                            |

Május 12.-Szabadedzés
- Időjárás: 27 °C, Felhős, Borult
- Összefoglaló: Ryan Hunter-Reay nyerte az edzést és egyben ő volt az első aki átlépte a 225 mph-s átlagsebességet. A 30 versenyző 2286 kört teljesített balesetmentesen.Az egyetlen említésre méltó esemény az volt amikor Ed Carpenter autója lelassult és füstölt, mechanikai hiba miatt.

| Legnagyobb átlagsebességek | Legnagyobb átlagsebességek | Legnagyobb átlagsebességek | Legnagyobb átlagsebességek | Legnagyobb átlagsebességek | Legnagyobb átlagsebességek | Legnagyobb átlagsebességek | Legnagyobb átlagsebességek | Legnagyobb átlagsebességek |
| Poz                        | No.                        | Versenyző                  | Csapat                     | Sebesség                   |                            |                            |                            |                            |
| -------------------------- | -------------------------- | -------------------------- | -------------------------- | -------------------------- | -------------------------- | -------------------------- | -------------------------- | -------------------------- |
| 1                          | 28                         | Ryan Hunter-Reay           | Andretti Autosport         | 225.025                    |                            |                            |                            |                            |
| 2                          | 25                         | Marco Andretti             | Andretti Autosport         | 224.037                    |                            |                            |                            |                            |
| 3                          | 3                          | Hélio Castroneves W        | Team Penske                | 223.635                    |                            |                            |                            |                            |
| HIVATALOS VÉGEREDMÉNY      |                            |                            |                            |                            |                            |                            |                            |                            |

Május 13.-Szabadedzés
- Időjárás: 26 °C, Borult, Viharos
- Összefoglaló: A nap legjobb idejét E.J. Viso teljesítette. A 30 versenyző összesen 1024 kört teljesített balesetmentesen. A második az újonc Kurt Busch lett aki az Andretti Autosport autóját vezette. A harmadik helyen a 2000-es indianapolisi 500 győztese, Juan Pablo Montoya lett, de egyrészt a vihar, másrészt pedig technikai hiba hátráltatta a gyakorlását.

| Legnagyobb átlagsebességek | Legnagyobb átlagsebességek | Legnagyobb átlagsebességek | Legnagyobb átlagsebességek | Legnagyobb átlagsebességek | Legnagyobb átlagsebességek | Legnagyobb átlagsebességek | Legnagyobb átlagsebességek | Legnagyobb átlagsebességek |
| Poz                        | No.                        | Versenyző                  | Csapat                     | Sebesség                   |                            |                            |                            |                            |
| -------------------------- | -------------------------- | -------------------------- | -------------------------- | -------------------------- | -------------------------- | -------------------------- | -------------------------- | -------------------------- |
| 1                          | 27                         | E.J. Viso                  | Andretti Autosport         | 224.488                    |                            |                            |                            |                            |
| 2                          | 26                         | Kurt Busch R               | Andretti Autosport         | 224.159                    |                            |                            |                            |                            |
| 3                          | 2                          | Juan Pablo Montoya W       | Team Penske                | 224.115                    |                            |                            |                            |                            |
| HIVATALOS VÉGEREDMÉNY      |                            |                            |                            |                            |                            |                            |                            |                            |

Május 14.-Szabadedzés
- Időjárás: 27 °C, Esős
- Összefoglaló: A nap legjobb köre Simon Pagenaud nevéhez fűződik, egyben ő autózott először 226 mph-s kört idén. Az edzést helyi idő szerint délután 5:00-kor kezdték mert esett az eső az eredeti kezdés idején, az leintést 7:00-ra tűzték ki. 6:00 urán nem sokkal az újonc Jack Hawksworth elveszítette az uralmát az autója felett a 3. kanyarban és a falnak ütközött. Ez volt az első baleset az idei Indy500-ra való felkészüléseken. A versenyző nem sérült meg a balesetben, másnap már kihajtott a helyrehozott autójával az edzésre. A 29 versenyző összesen 1044 kört teljesített. 6:24-kor újra esni kezdett az eső, ezért aznap már nem hajtottak ki a pályára.

| Legnagyobb átlagsebességek | Legnagyobb átlagsebességek | Legnagyobb átlagsebességek | Legnagyobb átlagsebességek            | Legnagyobb átlagsebességek | Legnagyobb átlagsebességek | Legnagyobb átlagsebességek | Legnagyobb átlagsebességek | Legnagyobb átlagsebességek |
| Poz                        | No.                        | Versenyző                  | Csapat                                | Sebesség                   |                            |                            |                            |                            |
| -------------------------- | -------------------------- | -------------------------- | ------------------------------------- | -------------------------- | -------------------------- | -------------------------- | -------------------------- | -------------------------- |
| 1                          | 77                         | Simon Pagenaud             | Schmidt Peterson Hamilton Motorsports | 226.122                    |                            |                            |                            |                            |
| 2                          | 21                         | J.R. Hildebrand            | Ed Carpenter Racing                   | 225.854                    |                            |                            |                            |                            |
| 3                          | 9                          | Scott Dixon                | Chip Ganassi Racing                   | 225.494                    |                            |                            |                            |                            |
| HIVATALOS VÉGEREDMÉNY      |                            |                            |                                       |                            |                            |                            |                            |                            |

Május 15.-Szabadedzés
- Időjárás: 10 °C, Felhős
- Összefoglaló: A nap legjobb körét a korábbi (2001, 2002, 2009) Indy500 bajnok Helio Castroneves futotta, ami egyben a hónap legjobb köre is volt és az első 227 mph-s kör. Ez volt a legaktívabb nap és a legtöbb versenyző is aznap gurult a pályára. Összesen 34 versenyző és 2516 kör a nap mérlege. 3 olyan versenyző hajtott a pályára akik az első köreiket futották: az újonc James Davison az 1996-os indianapolisi 500 győztese Buddy Lazier és a 2014-es Grand Prix of Indianapolis-on megsérült James Hinchcliffe. E.J. Viso, Pippa Mann és Mikhail Aleshin is technikai hibákkal küszködtek, utóbbi szenvedte el a leglátványosabb hibát, ugyanis motorja lángolva adta meg magát.

| Legnagyobb átlagsebességek | Legnagyobb átlagsebességek | Legnagyobb átlagsebességek | Legnagyobb átlagsebességek | Legnagyobb átlagsebességek | Legnagyobb átlagsebességek | Legnagyobb átlagsebességek | Legnagyobb átlagsebességek | Legnagyobb átlagsebességek |
| Poz                        | No.                        | Versenyző                  | Csapat                     | Sebesség                   |                            |                            |                            |                            |
| -------------------------- | -------------------------- | -------------------------- | -------------------------- | -------------------------- | -------------------------- | -------------------------- | -------------------------- | -------------------------- |
| 1                          | 3                          | Helio Castroneves W        | Team Penske                | 227.166                    |                            |                            |                            |                            |
| 2                          | 20                         | Ed Carpenter               | Ed Carpenter Racing        | 226.257                    |                            |                            |                            |                            |
| 3                          | 12                         | Will Power                 | Team Penske                | 225.899                    |                            |                            |                            |                            |
| HIVATALOS VÉGEREDMÉNY      |                            |                            |                            |                            |                            |                            |                            |                            |

Május 16.-Szabadedzés (Fast Friday)
- Időjárás: 13 °C, Esős-Felhős-Esős
- Összefoglaló: Eső miatt az edzést ismételten késve kezdték, helyi idő szerint délután 1:50-kor és csak 2:30-ig tartott újabb esőzés miatt. Az edzésen idő hiányában csak 26 pilóta tudott pályára gurulni, összesen 168 kört teljesítettek. A leggyorsabb kört Ed Carpenter futotta, ez volt az idei Indy500 felkészülés leggyorsabb köre és az első ami 230 mph feletti átlagsebességű. Az edzés eseménymentes volt.

| Legnagyobb átlagsebességek | Legnagyobb átlagsebességek | Legnagyobb átlagsebességek | Legnagyobb átlagsebességek | Legnagyobb átlagsebességek | Legnagyobb átlagsebességek | Legnagyobb átlagsebességek | Legnagyobb átlagsebességek | Legnagyobb átlagsebességek |
| Poz                        | No.                        | Versenyző                  | Csapat                     | Sebesség                   |                            |                            |                            |                            |
| -------------------------- | -------------------------- | -------------------------- | -------------------------- | -------------------------- | -------------------------- | -------------------------- | -------------------------- | -------------------------- |
| 1                          | 20                         | Ed Carpenter W             | Ed Carpenter Racing        | 230.522                    |                            |                            |                            |                            |
| 2                          | 3                          | Helio Castroneves W        | Team Penske                | 229.843                    |                            |                            |                            |                            |
| 3                          | 25                         | Marco Andretti             | Andretti Autosport         | 229.419                    |                            |                            |                            |                            |
| HIVATALOS VÉGEREDMÉNY      |                            |                            |                            |                            |                            |                            |                            |                            |

## Kvalifikáció
Szombati kvalifikáció - Május 17.
- Időjárás: részben felhős
- Összefoglaló: Ed Carpenter futotta a leggyorsabb kört, a kvalifikáció eseménymentes volt. Minden nevezett versenyző továbbjutott a vasárnapi kvalifikációs napra.

| Első nap – Szombat, 2014. május 17. | Első nap – Szombat, 2014. május 17. | Első nap – Szombat, 2014. május 17. | Első nap – Szombat, 2014. május 17.   | Első nap – Szombat, 2014. május 17. | Első nap – Szombat, 2014. május 17. | Első nap – Szombat, 2014. május 17. | Első nap – Szombat, 2014. május 17. | Első nap – Szombat, 2014. május 17. |
| Poz.                                | No.                                 | Versenyző                           | Csapat                                | Motor                               | Sebesség                            | Pontok                              |                                     |                                     |
| Fast 9 Shootout                     | Fast 9 Shootout                     | Fast 9 Shootout                     | Fast 9 Shootout                       | Fast 9 Shootout                     | Fast 9 Shootout                     | Fast 9 Shootout                     | Fast 9 Shootout                     | Fast 9 Shootout                     |
| ----------------------------------- | ----------------------------------- | ----------------------------------- | ------------------------------------- | ----------------------------------- | ----------------------------------- | ----------------------------------- | ----------------------------------- | ----------------------------------- |
| 1                                   | 20                                  | Ed Carpenter                        | Ed Carpenter Racing                   | Chevrolet                           | 230.661                             | 33                                  |                                     |                                     |
| 2                                   | 34                                  | Carlos Muñoz                        | Andretti Autosport                    | Honda                               | 230.460                             | 32                                  |                                     |                                     |
| 3                                   | 3                                   | Hélio Castroneves W                 | Team Penske                           | Chevrolet                           | 230.432                             | 31                                  |                                     |                                     |
| 4                                   | 27                                  | James Hinchcliffe                   | Andretti Autosport                    | Honda                               | 230.407                             | 30                                  |                                     |                                     |
| 5                                   | 12                                  | Will Power                          | Team Penske                           | Chevrolet                           | 230.323                             | 29                                  |                                     |                                     |
| 6                                   | 25                                  | Marco Andretti                      | Andretti Autosport                    | Honda                               | 230.134                             | 28                                  |                                     |                                     |
| 7                                   | 77                                  | Simon Pagenaud                      | Schmidt Peterson Hamilton Motorsports | Honda                               | 230.070                             | 27                                  |                                     |                                     |
| 8                                   | 67                                  | Josef Newgarden                     | Sarah Fisher Hartman Racing           | Honda                               | 230.033                             | 26                                  |                                     |                                     |
| 9                                   | 21                                  | J. R. Hildebrand                    | Ed Carpenter Racing                   | Chevrolet                           | 230.027                             | 25                                  |                                     |                                     |
| HIVATALOS VÉGEREDMÉNY               |                                     |                                     |                                       |                                     |                                     |                                     |                                     |                                     |
| 10-30. helyezettek                  |                                     |                                     |                                       |                                     |                                     |                                     |                                     |                                     |
| 10                                  | 26                                  | Kurt Busch R                        | Andretti Autosport                    | Honda                               | 229.960                             | 24                                  |                                     |                                     |
| 11                                  | 28                                  | Ryan Hunter-Reay                    | Andretti Autosport                    | Honda                               | 229.899                             | 23                                  |                                     |                                     |
| 12                                  | 98                                  | Jack Hawksworth R                   | Bryan Herta Autosport                 | Honda                               | 229.816                             | 22                                  |                                     |                                     |
| 13                                  | 2                                   | Juan Pablo Montoya W                | Team Penske                           | Chevrolet                           | 229.785                             | 21                                  |                                     |                                     |
| 14                                  | 9                                   | Scott Dixon W                       | Chip Ganassi Racing                   | Chevrolet                           | 229.283                             | 20                                  |                                     |                                     |
| 15                                  | 7                                   | Mikhail Aleshin R                   | Schmidt Peterson Hamilton Motorsports | Honda                               | 229.091                             | 19                                  |                                     |                                     |
| 16                                  | 19                                  | Justin Wilson                       | Dale Coyne Racing                     | Honda                               | 228.947                             | 18                                  |                                     |                                     |
| 17                                  | 8                                   | Ryan Briscoe                        | Chip Ganassi Racing                   | Chevrolet                           | 228.825                             | 17                                  |                                     |                                     |
| 18                                  | 14                                  | Szató Takuma                        | A. J. Foyt Enterprises                | Honda                               | 228.786                             | 16                                  |                                     |                                     |
| 19                                  | 83                                  | Charlie Kimball                     | Chip Ganassi Racing                   | Chevrolet                           | 228.710                             | 15                                  |                                     |                                     |
| 20                                  | 15                                  | Graham Rahal                        | Rahal Letterman Lanigan Racing        | Honda                               | 228.664                             | 14                                  |                                     |                                     |
| 21                                  | 22                                  | Sage Karam R                        | Dreyer & Reinbold Racing              | Chevrolet                           | 228.650                             | 13                                  |                                     |                                     |
| 22                                  | 6                                   | Townsend Bell                       | KV Racing Technology                  | Chevrolet                           | 228.508                             | 12                                  |                                     |                                     |
| 23                                  | 10                                  | Tony Kanaan W                       | Chip Ganassi Racing                   | Chevrolet                           | 228.435                             | 11                                  |                                     |                                     |
| 24                                  | 11                                  | Sébastien Bourdais                  | KV Racing Technology                  | Chevrolet                           | 228.388                             | 10                                  |                                     |                                     |
| 25                                  | 63                                  | Pippa Mann                          | Dale Coyne Racing                     | Honda                               | 228.358                             | 9                                   |                                     |                                     |
| 26                                  | 17                                  | Sebastián Saavedra                  | KV Racing Technology                  | Chevrolet                           | 228.294                             | 8                                   |                                     |                                     |
| 27                                  | 5                                   | Jacques Villeneuve W                | Schmidt Peterson Motorsports          | Honda                               | 228.171                             | 7                                   |                                     |                                     |
| 28                                  | 33                                  | James Davison R                     | KV Racing Technology                  | Chevrolet                           | 228.150                             | 6                                   |                                     |                                     |
| 29                                  | 16                                  | Oriol Servià                        | Rahal Letterman Lanigan Racing        | Honda                               | 228.034                             | 5                                   |                                     |                                     |
| 30                                  | 18                                  | Carlos Huertas R                    | Dale Coyne Racing                     | Honda                               | 227.991                             | 4                                   |                                     |                                     |
| 30-33. helyezettek                  |                                     |                                     |                                       |                                     |                                     |                                     |                                     |                                     |
| 31                                  | 68                                  | Alex Tagliani                       | Sarah Fisher Hartman Racing           | Honda                               | 227.813                             | 3                                   |                                     |                                     |
| 32                                  | 41                                  | Martin Plowman R                    | A. J. Foyt Enterprises                | Honda                               | 227.043                             | 2                                   |                                     |                                     |
| 33                                  | 91                                  | Buddy Lazier W                      | Lazier Partners Racing                | Chevrolet                           | 226.543                             | 1                                   |                                     |                                     |

Vasárnapi kvalifikáció - Május 18.
- Ezen a napon dőlnek el a rajtpozíciók a jövő vasárnapi versenyre.
- Időjárás: TBA
- Összefoglaló: Ed Carpenter futotta a legjobb kört az egész kvalifikáción, így a "Fast 9 Shootout"-ban is, ahol a szombati nap legjobb 9 versenyzője csaphatott össze a Pole Pozícióért. Carpenter mivel tavaly is a pole-ból rajtolt, így duplázott, amivel beírta magát az Indy500-ak történelmébe mint kétszer egymás után zsinórban pole-ból rajtoló versenyző. Korábban például Helio Castronvesnek is sikerült ugyanez. Az edzés balesetmentes és eseménymentes volt.

| 1 | 20 | Ed Carpenter        | Ed Carpenter Racing                   | Chevrolet | 231.067 | 9 |
| 2 | 27 | James Hinchcliffe   | Andretti Autosport                    | Honda     | 230.839 | 8 |
| 3 | 12 | Will Power          | Team Penske                           | Chevrolet | 230.697 | 7 |
| 4 | 3  | Hélio Castroneves W | Team Penske                           | Chevrolet | 230.649 | 6 |
| 5 | 77 | Simon Pagenaud      | Schmidt Peterson Hamilton Motorsports | Honda     | 230.614 | 5 |
| 6 | 25 | Marco Andretti      | Andretti Autosport                    | Honda     | 230.544 | 4 |
| 7 | 34 | Carlos Muñoz        | Andretti Autosport                    | Honda     | 230.146 | 3 |
| 8 | 67 | Josef Newgarden     | Sarah Fisher Hartman Racing           | Honda     | 229.893 | 2 |
| 9 | 21 | J. R. Hildebrand    | Ed Carpenter Racing                   | Chevrolet | 228.726 | 1 |

| 10 | 2  | Juan Pablo Montoya W | Team Penske                           | Chevrolet | 231.007 |
| 11 | 9  | Scott Dixon W        | Chip Ganassi Racing                   | Chevrolet | 230.928 |
| 12 | 26 | Kurt Busch R         | Andretti Autosport                    | Honda     | 230.782 |
| 13 | 98 | Jack Hawksworth R    | Bryan Herta Autosport                 | Honda     | 230.506 |
| 14 | 19 | Justin Wilson        | Dale Coyne Racing                     | Honda     | 230.256 |
| 15 | 7  | Mikhail Aleshin R    | Schmidt Peterson Hamilton Motorsports | Honda     | 230.049 |
| 16 | 10 | Tony Kanaan W        | Chip Ganassi Racing                   | Chevrolet | 229.922 |
| 17 | 11 | Sébastien Bourdais   | KV Racing Technology                  | Chevrolet | 229.847 |
| 18 | 16 | Oriol Servià         | Rahal Letterman Lanigan Racing        | Honda     | 229.752 |
| 19 | 28 | Ryan Hunter-Reay     | Andretti Autosport                    | Honda     | 229.719 |
| 20 | 15 | Graham Rahal         | Rahal Letterman Lanigan Racing        | Honda     | 229.628 |
| 21 | 18 | Carlos Huertas R     | Dale Coyne Racing                     | Honda     | 229.251 |
| 22 | 63 | Pippa Mann           | Dale Coyne Racing                     | Honda     | 229.223 |
| 23 | 14 | Szató Takuma         | A. J. Foyt Enterprises                | Honda     | 229.201 |
| 24 | 68 | Alex Tagliani        | Sarah Fisher Hartman Racing           | Honda     | 229.148 |
| 25 | 6  | Townsend Bell        | KV Racing Technology                  | Chevrolet | 229.009 |
| 26 | 83 | Charlie Kimball      | Chip Ganassi Racing                   | Chevrolet | 228.953 |
| 27 | 5  | Jacques Villeneuve W | Schmidt Peterson Motorsports          | Honda     | 228.949 |
| 28 | 33 | James Davison R      | KV Racing Technology                  | Chevrolet | 228.865 |
| 29 | 41 | Martin Plowman R     | A. J. Foyt Enterprises                | Honda     | 228.814 |
| 30 | 8  | Ryan Briscoe         | Chip Ganassi Racing                   | Chevrolet | 228.713 |
| 31 | 22 | Sage Karam R         | Dreyer & Reinbold Kingdom Racing      | Chevrolet | 228.436 |
| 32 | 17 | Sebastián Saavedra   | KV Racing Technology                  | Chevrolet | 228.088 |
| 33 | 91 | Buddy Lazier W       | Lazier Partners Racing                | Chevrolet | 227.920 |